# Intendente de la región de Atacama
El Intendente de la Región de Atacama fue la autoridad designada por el presidente de la República para ejercer el gobierno de la Región de Atacama, Chile, como su representante natural e inmediato en dicho territorio. Además participaba en la administración de la región, como órgano que integraba el Gobierno Regional de Atacama.

## Historia
El antecesor directo del cargo de intendente regional de Atacama es la figura del intendente de la provincia de Atacama. Durante el proceso de regionalización iniciado en 1975, la antigua provincia de Atacama fue transformada en la actual Región de Atacama.
Una reforma constitucional del año 2017 dispuso la elección popular del órgano ejecutivo del gobierno regional, creando el cargo de gobernador regional y estableciendo una delegación presidencial regional, a cargo de un delegado presidencial regional, el cual representa al poder ejecutivo y supervisa las regiones en conjunto a los delegados presidenciales provinciales. Tras las primeras elecciones regionales en 2021, y desde que asumieron sus funciones los gobernadores regionales y delegados presidenciales regionales, el 14 de julio de 2021, el cargo de intendente desapareció en dicha fecha mencionada, siendo Patricio Urquieta su  último titular.

## Intendentes de la Región de Atacama (1974-2021)
| Intendente/a                | Partido | Partido | Período                                            | Presidente/a | Presidente/a            |
| --------------------------- | ------- | ------- | -------------------------------------------------- | ------------ | ----------------------- |
| Arturo Álvarez Sgolia       |         | Militar | 4 de diciembre de 1974 - 28 de diciembre de 1978   |              | Augusto Pinochet        |
| Jaime Núñez Cabrera         |         | Militar | 29 de diciembre de 1978 - 13 de enero de 1981      |              | Augusto Pinochet        |
| Alejandro González Samohod  |         | Militar | 1 de febrero de 1981 - 27 de enero de 1985         |              | Augusto Pinochet        |
| Gabriel Alliende Figueroa   |         | Militar | 28 de enero de 1985 - 14 de diciembre de 1987      |              | Augusto Pinochet        |
| Juan Emilio Cheyre Espinosa |         | Militar | 15 de diciembre de 1987 - 11 de marzo de 1990      |              | Augusto Pinochet        |
| Raúl Armando Barrionuevo    |         | PDC     | abril de 1990 - noviembre de 1992                  |              | Patricio Aylwin Azócar  |
| Guillermo Cuellar Garriga   |         | PDC     | noviembre de 1992 - 11 de marzo de 1994            |              | Patricio Aylwin Azócar  |
| Eduardo Morales Espinosa    |         | Ind.    | 11 de marzo de 1994 - 11 de marzo de 2000          |              | Eduardo Frei Ruíz-Tagle |
| Armando Arancibia Calderón  |         | PS      | 11 de marzo de 2000 - 26 de diciembre de 2001      |              | Ricardo Lagos Escobar   |
| Yasna Provoste Campillay    |         | DC      | 26 de diciembre de 2001 - 30 de septiembre de 2004 |              | Ricardo Lagos Escobar   |
| Rodrigo Rojas Veas          |         | DC      | 1 de octubre de 2004 - 11 de marzo de 2006         |              | Ricardo Lagos Escobar   |
| Julieta Cruz Figueroa       |         | DC      | 11 de marzo de 2006 - 22 de enero de 2007          |              | Michelle Bachelet       |
| Viviana Ireland Cortés      |         | PS      | 22 de enero de 2007 - 11 de marzo de 2010          |              | Michelle Bachelet       |
| Ximena Matas Quilodrán      |         | Ind.    | 11 de marzo de 2010 - 31 de mayo de 2012           |              | Sebastián Piñera        |
| Rafael Prohens Espinosa     |         | RN      | 1 de junio de 2012 - 11 de marzo de 2014           |              | Sebastián Piñera        |
| Miguel Vargas Correa        |         | PS      | 11 de marzo de 2014 - 21 de julio de 2017          |              | Michelle Bachelet       |
| Alexandra Núñez Sorich      |         | PDC     | 21 de julio de 2017 - 11 de marzo de 2018          |              | Michelle Bachelet       |
| Berta Torres Licuime        |         | RN      | 11 de marzo de 2018 - 10 de julio de 2018          |              | Sebastián Piñera        |
| Francisco Sánchez Barrera   |         | Ind.    | 11 de julio de 2018 - 20 de febrero de 2019        |              | Sebastián Piñera        |
| Patricio Urquieta García    |         | RN      | 18 de marzo de 2019 - 14 de julio de 2021          |              | Sebastián Piñera        |